# Eumelea corpulenta
Eumelea corpulenta är en fjärilsart som beskrevs av Thierry-mieg 1899. Eumelea corpulenta ingår i släktet Eumelea och familjen mätare. Inga underarter finns listade i Catalogue of Life.